# Owcze źródło
Owcze źródło (hiszp. Fuenteovejuna) – historyczna sztuka teatralna autorstwa hiszpańskiego dramaturga Lopego de Vegi, wydana po raz pierwszy w Madrycie w 1619 roku jako część Docena Parte de la Comedias de Lope de Vega Carpio (tom 12 z zebranych sztuk Lopego de Vegi Carpio). Uważa się, że dzieło zostało napisane w latach 1612–1614. Sztuka została oparta na prawdziwym incydencie historycznym z 1476 roku, którym było powstanie mieszkańców miejscowości Fuenteovejuna (obecnie znanej jako Fuente Obejuna w północno-zachodniej Kordobie, w Andaluzji). Akcja utworu rozgrywa się w 1476 roku, jednak porusza wiele tematów uniwersalnych niezależnie od ich umiejscowienia w historii, takich jak honor i jego znaczenie, lojalność, sprawiedliwość, zaufanie, prawdziwa miłość, poświęcenie, czy też różnice społeczne. Owcze źródło uważane jest za jedną z najbardziej znamienitych spośród 500 sztuk napisanych przez Lopego de Vegę. Na język polski utwór ten został przełożony w 1916 roku przez Ludwika Hieronima Morstina.

## Tło historyczne
W latach pomiędzy opisanym w Owczym Źródle incydentem historycznym w 1476 r. a publikacją książki w 1614 r. Hiszpania zjednoczyła się pod panowaniem Habsburgów i stała się światową potęgą dzięki odkryciu Nowego Świata. W czasie, gdy Lope de Vega tworzył swoje sztuki, Hiszpania wciąż przeżywała okres Siglo de Oro („Złotego Wieku”), w którym to można było odnotować rozwój we wszystkich dziedzinach sztuki i nauki.
W 1469 r., siedem lat przed wydarzeniami w Fuenteovejunie, księżniczka Izabela Kastylijska poślubiła Ferdynanda II, króla Sycylii i księcia Aragonii. Wraz z ich małżeństwem stała się możliwa unia dwóch głównych królestw Hiszpanii – Kastylii i Aragonii, dokonana ostatecznie w 1479 r. Małżeństwo to zapewniło później pomyślne zakończenie chrześcijańskiej rekonkwisty Hiszpanii spod panowania muzułmańskich Maurów.
W grudniu 1474 r. król Henryk IV Kastylijski, starszy, przyrodni brat Izabeli, zmarł po ogłoszeniu swojej 13-letniej córki Joanny prawowitą spadkobierczynią tronu. Jego śmierć wywołała wojnę o sukcesję, która trwała do 1479 roku. Kandydatami do objęcia tronu byli: Joanna, której wiarygodność była wątpliwa (jej przeciwnicy twierdzili, że tak naprawdę jej ojcem był Beltrán de la Cueva); Izabela oraz Ferdynand (który pretendentem do tronu był głównie za sprawą żony).
W rzeczywistości uznano, że Izabela ma najsilniejsze predyspozycje prawne do objęcia tronu – w przeciwieństwie do Joanny była bezsprzecznie uprawniona i, w przeciwieństwie do Ferdynanda, urodzona i wychowana w Kastylii. Co więcej, w chwili śmierci króla Izabela była dogodnie usytuowana w Segowii, mieście położonym niedaleko od Madrytu, miasta, w którym zmarł Henryk. W ciągu kilku godzin od otrzymania wiadomości ogłoszono jej sukcesję i kilka dni później objęła władzę. Kiedy Izabela wstąpiła na tron, król Portugalii Alfons V przybył do Hiszpanii, aby zdobyć tron dla Joanny. W bitwie pod Toro dwa lata później siły Izabeli i Ferdynanda pokonały wojska Alfonsa i Joanny.
W tym samym roku miasto Ciudad Real zostało zaatakowane przez rycerzy Zakonu Kalatrawy pod przewodnictwem Wielkiego Mistrza, 20-letniego Rodrigo Télleza-Giróna, który poparł roszczenia do tronu Alfonsa i Joanny. Miasto miało strategiczne znaczenie ze względu na jego położenie w pobliżu granicy z Kastylią. Podczas tej inwazji komandor Gómez de Guzmán, będący również bohaterem sztuki Lopego de Vegi, został zabity przez mieszkańców wioski Fuenteovejuna po tym, jak znęcał się nad tamtejszą ludnością. Z czasem, gdy nie odnaleziono winowajców, Ferdynand ułaskawił wieśniaków z Fuenteovejuny.

## Treść
Główny wątek sztuki koncentruje się na relacjach między szlachcicem, Fernanem Gomezem, Komandorem (dowódcą rycerzy) Orderu Kalatrawy, a mieszkańcami wsi Owcze Źródło. Wątek poboczny dotyczy relacji między Komandorem a katolickimi monarchami. W obu przypadkach Komandor swoją postawą wywołuje nieporządek, za który z czasem musi zapłacić.
Pierwszy akt sztuki rozpoczyna się w Almagro, w domu wielkiego mistrza Orderu Kalatrawy, Rodrigo Télleza-Giróna. Tutaj komandor zakonu, Fernán Gómez de Guzmán, wzywa swojego przełożonego do zajęcia Królewskiego Miasta (hiszp. Ciudad Real) w imieniu Joanny i Alfonsa z Portugalii. Girón postanawia zdobyć miasto. Wioska i mieszkańcy Fuenteovejuna zostają przedstawieni i rozmawiają o miłości. Komandor wchodzi i próbuje pojmać dwie kobiety, Laurencię i Pascualę, z powrotem do swojego zamku, ale opierają się one i uciekają Król Ferdynand i królowa Izabela rozmawiają o zajęciu Ciudad Real i ślubują je odzyskać. Później dwoje młodych kochanków, Laurencia i Frondoso, spotykają się w lesie. Kiedy Komandor się zbliża, Frondoso ukrywa się i patrzy, jak mężczyzna próbuje wymusić bliskość na Laurencii. Gdy dowódca odłożył kuszę, Frondoso wychodzi i bierze ją. Gdy Laurencia wymyka się z jego uścisku, Frondoso kieruje kuszę w stronę Komandora, ale nie grozi mu, pozostawiając tylko kuszę, gdy Komandor przeklina ich oboje.
Akt drugi rozpoczyna się dyskusją chłopów, która zostaje przerwana wejściem Komandora. Domaga się od Estebana, ojca Laurencii, aby pozwolił mu ją posiąść, jednak ten odmawia, co Komandor traktuje jako obrazę jego majestatu. Do pomieszczenia wchodzi żołnierz i błaga Komandora, aby powrócił do Ciudad Real, które właśnie zostało otoczone przez siły Ferdynanda i Izabeli. Po wyjściu z dowódcy Laurencia i Pascuala uciekają z jednym z chłopów, Mengo. Spotyka ich kolejna wieśniaczka, Hiacynta, ścigana przez sługę Komandora. Kiedy Mengo ją chroni, oboje zostają schwytani przez ludzi Komandora, którzy następnie poddają Mengo biczowaniu, podczas gdy Hiacynta zostaje zgwałcona przez Komandora, a następnie przekazana w tym samym celu jego ludziom. Krótko potem Esteban zezwala Laurencii i Frondoso na zawarcie małżeństwa. Ślub trwa, ale zostaje przerwany przez Komandora, który aresztuje Frondoso za uprzednią groźbę z kuszy, a także Estebana i Laurencię, którzy protestują przeciwko jego aresztowaniu.
Trzeci akt rozpoczyna się od spotkania mężczyzn z wioski, którzy decydują, jak poradzić sobie z sytuacją. Laurencia, pomimo sprzeciwu i prób obrony, pobita i poddana Prawu Pierwszej Nocy, wchodzi do pomieszczenia, jednak nie zostaje natychmiast rozpoznana. Kieruje w stronę mężczyzn surowy monolog, krytykując ich za to, że nawet nie spróbowali jej uratować, nazywając ich między innymi tchórzami. Swoją przemową porusza mężczyzn, którzy ostatecznie decydują się na zabicie Komandora. Podczas przygotowań do egzekucji Frondoso poprzez powieszenie, grupa wieśniaków wdziera się i napada na Komandora oraz jednego z jego sług, zabijając ich. Flores, ocalały sługa, ucieka i pędzi do Ferdynanda i Izabeli, aby donieść im o tym, co się stało. Zszokowani władcy nakazują sędziemu, aby przeprowadził dochodzenie. Wieśniacy świętujący z głową Komandora, dowiadują się, że sędzia się zbliża. Na pytanie kto jest winny śmierci Komandora, wszyscy wieśniacy i wieśniaczki mówią, że winne jest „Owcze Źródło”. Nikt nie wskazuje winowajcy. Sędzia kontynuuje torturowanie mężczyzn, kobiet i dzieci, ale z czasem poddaje się po nieuzyskaniu zadowalającej odpowiedzi. Ferdynand i Izabela wybaczają Wielkiemu Mistrzowi, a kiedy wieśniacy wchodzą i opowiadają swoją historię, również zostają ułaskawieni.

## Adaptacje sztuki w Polsce
- Owcze Źródło, premiera 17 kwietnia 1948, reż. Bronisław Dąbrowski, Teatry Dramatyczne (Teatr im. Juliusza Słowackiego), Kraków
- Owcze Źródło, premiera 27 lutego 1957, reż. Krystyna Berwińska, Teatr Ziemi Mazowieckiej, Warszawa
- Owcze Źródło, premiera 7 maja 1984, reż. Irena Wollen, Teatr Telewizji[7]